# Schorr (Mondkrater)
Schorr ist ein Einschlagkrater am östlichsten Rand der Mondvorderseite. Er liegt östlich des Kraters Gibbs und nordwestlich von Curie.
Der Kraterrand ist wenig erodiert und das Innere weist konzentrische Strukturen sowie ein geteiltes Zentralmassiv auf.
| Buchstabe | Position           | Durchmesser | Link |
| --------- | ------------------ | ----------- | ---- |
| A         | 20,35° S, 88,17° O | 58 km       |      |
| B         | 16,63° S, 88,4° O  | 27 km       |      |
| C         | 13,47° S, 88,17° O | 12 km       |      |
| D         | 18,67° S, 91,28° O | 20 km       |      |

Der Krater wurde 1970 von der IAU nach dem deutschen Astronomen Richard Reinhard Emil Schorr offiziell benannt.